# Încovoiere

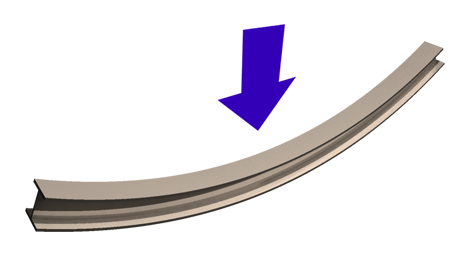
Încovoierea unui profil „I”

În mecanica solidului și rezistența materialelor încovoierea caracterizează comportamentul unui element structural zvelt supus unei sarcini externe aplicată perpendicular pe axa longitudinală a elementului.
Se presupune că elementul structural are cel puțin una dintre dimensiunile sale mică față de celelalte, fiind de obicei 1/10 sau mai puțin, din celelalte două. Când lungimea este considerabil mai mare decât lățimea și grosimea, elementul se numește bară (sau grindă, termen cu înțeles mai particular). De exemplu, bara de care sunt agățate umerașele cu haine din dulap se încovoaie în jos datorită greutății hainelor. Pe de altă parte, o placă este o structură de orice formă geometrică la care lungimea și lățimea sunt de același ordin de mărime, dar grosimea este considerabil mai mică.
În absența unei precizări, termenul de „încovoiere” este ambiguu deoarece aceasta poate apărea local în toate obiectele. De obicei inginerii se referă la un obiect specific, cum ar fi; încovoierea barelor, încovoierea grinzilor, încovoierea plăcilor etc.

## Încovoierea cvasistatică a barelor
Când unei bare i se aplică o sarcină transversală, ea se deformează și în interiorul ei apar tensiuni. În cazul încovoierii cvasistatice se presupune că deformațiile și tensiunile care apar nu se modifică în timp. Într-o bară orizontală sprijinită la capete și încărcată la mijloc de o forță verticală orientată în jos, materialul de pe partea superioară a barei este comprimat, în timp ce materialul de pe partea inferioară este întins. Există două forme de tensiuni interne cauzate de sarcinile laterale:
- tensiuni tangențiale paralele cu încărcarea laterală plus tensiuni tangențiale complementare în planul perpendicular pe direcția încărcării;
- tensiuni de compresiune în partea de sus a barei (la o grindă de beton armat preluate în special de beton) și
- tensiuni de întindere în partea de jos a barei (la o grindă de beton armat preluate în special de armătura metalică).

Forțele rezultante din ultimele două cazuri formează momente care sunt egale ca mărime și sunt opuse ca direcție. Acest moment încovoietor corespunde deformației caracteristice a unei bare (sau grinzi) supuse la încovoiere. Distribuția tensiunii într-o bară poate fi prezisă destul de precis atunci când sunt utilizate unele ipoteze simplificatoare.

### Teoria încovoierii a lui Euler–Bernoulli

Element al unei bare încovoiate: la fibrele de pe arce concentrice, cele de sus sunt comprimate iar cele de jos sunt întinse

Momente încovoietoare într-o bară:
axa x este axa longitudinală a barei,
axele y și z sunt axele secțiunii transversale,
M_{fy} și M_{fz} sunt componentele momentului forței aplicate (momentul încovoietor) față de axele y și z. Uzual M_{fy} = 0.

Încovoierea simplă a barelor este adesea calculată cu ecuația Euler-Bernoulli a barelor. Condițiile pentru utilizarea acestei teorii simple de încovoiere sunt:
1. Bara este supusă încovoierii pure. Aceasta înseamnă că forța tăietoare este zero și că nu sunt prezente sarcini axiale  sau de torsiune.
2. Materialul este izotrop și omogen.
3. Materialul respectă legea lui Hooke (este liniar elastic și nu se va deforma plastic; pentru solicitări care depășesc limita de curgere a materialului se folosește altă teorie, care tratează încovoierea în domeniul plastic).
4. Bara este inițial dreaptă cu o secțiune transversală constantă pe toată lungimea ei.
5. Bara are o axă de simetrie în planul de încovoiere.
6. Proporțiile barei sunt de așa natură încât mai degrabă ar ceda în urma îndoirii decât prin strivire sau flambaj.
7. Secțiunile transversale ale grinzii rămân plane în timpul încovoierii (ipoteza lui Bernoulli).

În acest caz, ecuația care descrie deformația barei, w poate fi aproximată drept:
{\displaystyle {\frac {\mathrm {d} ^{2}w(x)}{\mathrm {d} x^{2}}}={\frac {M(x)}{E(x)I(x)}}}
unde derivata a doua în funcție de {\displaystyle x} a formei fibrei medii deformate este interpretată drept curbură, {\displaystyle E} este modulul de elasticitate longitudinal, {\displaystyle I} este momentul de inerție axial al secțiunii, iar {\displaystyle M} este momentul încovoietor al barei.
Dacă în plus bara este omogenă și pe lungime și are secțiunea constantă (nu este o pană) și se încovoaie datorită unei sarcini transversale {\displaystyle q(x)}, se poate arăta că:
{\displaystyle EI~{\frac {\mathrm {d} ^{4}w(x)}{\mathrm {d} x^{4}}}=q(x),}
Aceasta este ecuația Euler–Bernoulli pentru bara încovoiată.
După ce s-a obținut o soluție pentru deformația barei, momentul încovoietor ({\displaystyle M}) și forța tăietoare ({\displaystyle T}) din grindă pot fi calculate folosind relațiile
{\displaystyle M(x)=-EI~{\frac {\mathrm {d} ^{2}w}{\mathrm {d} x^{2}}}~;~~T(x)={\frac {\mathrm {d} M}{\mathrm {d} x}}.}
Odată cunoscut momentul încovoietor, distribuția tensiunilor din bară se poate calcula cu relația:
{\displaystyle \sigma _{y}={\frac {M_{z}y}{I_{z}}}={\frac {M_{z}}{W_{z}}}}
unde
{\displaystyle M_{z}} este momentul încovoietor în direcția axei z
{\displaystyle y} este distanța față de axa neutră z
{\displaystyle I_{z}} este momentul de inerție axial față de axa neutră z
{\displaystyle W_{z}} este the modulul de rezistență față de axa neutră z

### Teoria încovoierii a lui Timoșenko

Deformația barei după Timoșenko. Secțiunea inițial normală se rotește cu unghiul care nu este egal cu

În 1921 Stepan Timoșenko a îmbunătățit teoria Euler–Bernoulli a barelor prin adăugarea efectului de forfecare în ecuația barei. Ipotezele teoriei lui Timoșenko sunt:
- secțiunile normale pe axa barei rămân plane după deformare;
- nu există nicio modificare a grosimii barei după deformare.

Totuși, secțiunile inițial normale pe axa barei nu trebuie să rămână perpendiculare pe axă după deformare.
Ecuația pentru încovoierea cvasistatică a unei bare liniar elastice, izotrope, omogene cu secțiune transversală constantă în aceste ipoteze este:
{\displaystyle EI~{\cfrac {\mathrm {d} ^{4}w}{\mathrm {d} x^{4}}}=q(x)-{\frac {EI}{kAG}}~{\frac {\mathrm {d} ^{2}q}{\mathrm {d} x^{2}}}}
unde {\displaystyle I} și {\displaystyle A} sunt momentul de inerție axial, respectiv aria secțiunii transversale, {\displaystyle G} este modulul de elasticitate transversal,  {\displaystyle k} este factorul de corecție la forfecare, iar {\displaystyle q(x)} este încărcarea transversală. Pentru materiale cu coeficientul lui Poisson ({\displaystyle \nu }) circa 0,3 (oțel), factorul de corecție la forfecare al unei secțiuni dreptunghiulare este aproximativ
{\displaystyle k={\frac {5+5\nu }{6+5\nu }}=0,867.}
Unghiul de rotație al secțiunii transversale (normale), {\displaystyle \varphi (x)}, este
{\displaystyle {\frac {\mathrm {d} \varphi }{\mathrm {d} x}}=-{\frac {\mathrm {d} ^{2}w}{\mathrm {d} x^{2}}}-{\frac {q(x)}{kAG}}}
Momentul încovoietor, {\displaystyle M}, și forța tăietoare, {\displaystyle T} sunt date de
{\displaystyle M(x)=-EI~{\frac {\mathrm {d} \varphi }{\mathrm {d} x}}~;~~T(x)=kAG\left({\frac {\mathrm {d} w}{\mathrm {d} x}}-\varphi \right)=-EI~{\frac {\mathrm {d} ^{2}\varphi }{\mathrm {d} x^{2}}}={\frac {\mathrm {d} M}{\mathrm {d} x}}}